# Макогон, Иван Васильевич
Ива́н Васи́льевич Макого́н (13 (26) октября 1907, с. Грушеваха — 18 августа 2001, Киев) — украинский скульптор, педагог. Член Национального союза художников Украины, народный художник Украины (1992).

## Биография
Родился в с. Грушевахе теперь Харьковской области. В 1926—1931 годах учился в Харьковском художественном институте у Абрама Менеса, Ивана Северина, Семёна Прохорова, Михаила Шаронова, Анатолия Петрицкого, Алексея Кокеля, одновременно изучал скульптуру в частной мастерской Ивана Северы.
Участник Великой Отечественной войны, служил сапёром, был контужен. После госпиталя работал во фронтовой газете на Южном Кавказе. В 1944 году, по состоянию здоровья, медики освободили его от срочной службы и направили в студию военных художников имени Митрофана Грекова в Москву.
С 1954 года преподавал в Киевском художественном институте (профессор с 1971 года). В числе его учеников В. Миненко.
Умер 19 августа 2001 года, похоронен в Киеве на Байковом кладбище (участок № 52).

## Творчество
Работал в области станковой и монументальной скульптуры, в различных материалах. Среди произведений:
- композиция памяти скульптора И. Левицкого (1934); портрет И. Северина (1937), «Знамя Победы» (1946), «Народный мститель» (1948), «Арсенальцы» на станции метро «Арсенальная» (1960, в соавторстве, демонтирована в 1990-х), портреты О. Гончара (1971), Б. Андреева (1978);
- памятники М. Грушевскому на Байковом кладбище в Киеве (1936), генерал-полковнику Ю. Щаденко на Новодевичьем кладбище в Москве (1952), Ю. Яновскому на Байковом кладбище (1961), Герою Советского Союза Н. И. Сосниной на станции Тетерев[укр.] (1968), С. Косиору в Киеве (1970, демонтирован в 2008).

К 125-летию Тараса Шевченко сделал бюст Кобзаря для Каневского мемориального музея Тараса Шевченко и юбилейную медаль, в 1939 году на республиканском конкурсе отмеченную как лучшее произведение. Создал медаль к 100-летию Е. Патона и другие.
В Национальном художественном музее Украины сохраняется ряд произведений скульптора, характеризующие различные периоды его творчества: «Композиция памяти скульптора И. Левицкого» (1934, мрамор), «Головка девочки» (1934, гранит), «Портрет отца» (1937, терракота), «Портрет художника И. Северина» (1937, гипс), «Женская голова» (1956, бронза), «Портрет писателя Ю. Дольд-Михайлика» (1960; гипс), «Женский торс» (обожженная глина).

## Награды
- Заслуженный деятель искусств Украинской ССР (1968)
- Народный художник Украины (1992)
- орден Отечественной войны II степени (11.03.1985)
- орден Трудового Красного Знамени
- орден «Знак Почёта» (24.11.1960)
- медали

## Увековечение памяти
11 апреля 2008 года в Киеве, на доме по улице Ивана Марьяненко, 14, в котором в 1960-2001 годах жил скульптор, открыта бронзовая мемориальная доска (барельеф, скульптор И. И. Макогон).